# Хотебцово
Хотебцово — деревня сельского поселения Волковское Рузского района Московской области. Численность постоянно проживающего населения — 98 человек на 2006 год, в деревне числятся 9 улиц. До 2006 года Хотебцово входило в состав Волковского сельского округа.
Деревня расположена в центральной части района, в 7 километрах севернее Рузы, на северном берегу Озернинского водохранилища (ранее — правый берег реки Озерны), высота центра над уровнем моря 195 м.